# Marc-Pierre de Voyer, hrabě d'Argenson
Marc-Pierre de Voyer de Paulmy, hrabě d'Argenson (Marc-Pierre de Voyer de Paulmy, comte d'Argenson, vicomte de Paulmy, baron de La Haye, La Guerche et des Ormes-Saint-Martin) (16. srpna 1696, Paříž, Francie – 22. srpna 1764, Paříž, Francie) byl francouzský státník. Od mládí zastával řadu státních úřadů a patřil k významným osobnostem vlády Ludvíka XV. V letech 1742–1757 byl ministrem války a realizoval řadu reforem v armádě, z titulu svých dalších funkcí se věnoval i urbanistickému rozvoji Paříže a založil největší pařížské náměstí Place de la Concorde. Stýkal se s osobnostmi francouzského osvícenství a podpořil vznik první francouzské Encyklopedie, byl též členem Francouzské akademie věd. V roce 1757 byl odvolán na popud královy milenky markýzy de Pompadour a od té doby žil v soukromí. Jeho starší bratr René-Louis de Voyer, markýz d'Argenson (1694–1757) byl spisovatelem a v letech 1744–1747 ministrem zahraničí.

## Mládí

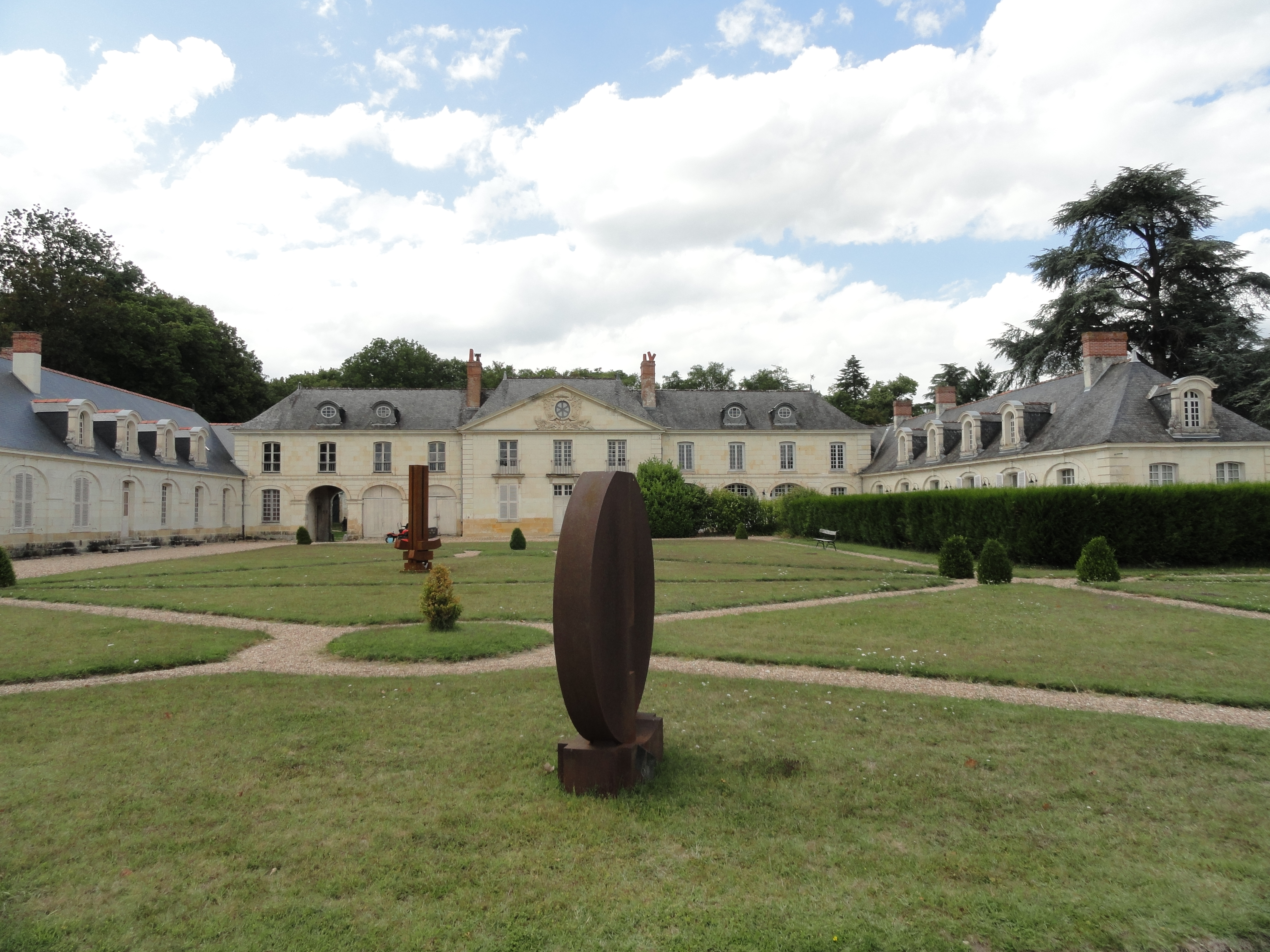
Château Les Ormes (Touraine), sídlo hraběte d'Argensona

Pocházel ze staré nižší šlechtické rodiny připomínané v Touraine od 13. století, předkové se v 17. století začali prosazovat ve státních službách. Narodil se v Paříži jako mladší syn významného organizátora státní správy Marca de Voyer, markýze d'Argenson (1652–1721). Studoval práva a díky vlivnému postavení svého otce od mládí zastával úřady ve státní správě. Od roku 1719 byl radou pařížského parlamentu a právníkem státní rady (maître des requêtes ), po otci převzal funkci generálporučíka pařížské policie (1720–1721) a od roku 1721 byl intendantem v Tours. V roce 1723 by krátce kancléřem regenta vévody Orleánského, po jeho smrti se stal členem státní rady (1724). Krátce vykonával úřad ředitele cenzury knih (1737–1738) a v této funkci projevoval značně liberální názory. V letech 1738–1740 byl prezidentem královské rady a v letech 1740–1742 intendantem v Paříži.

## Ministr války

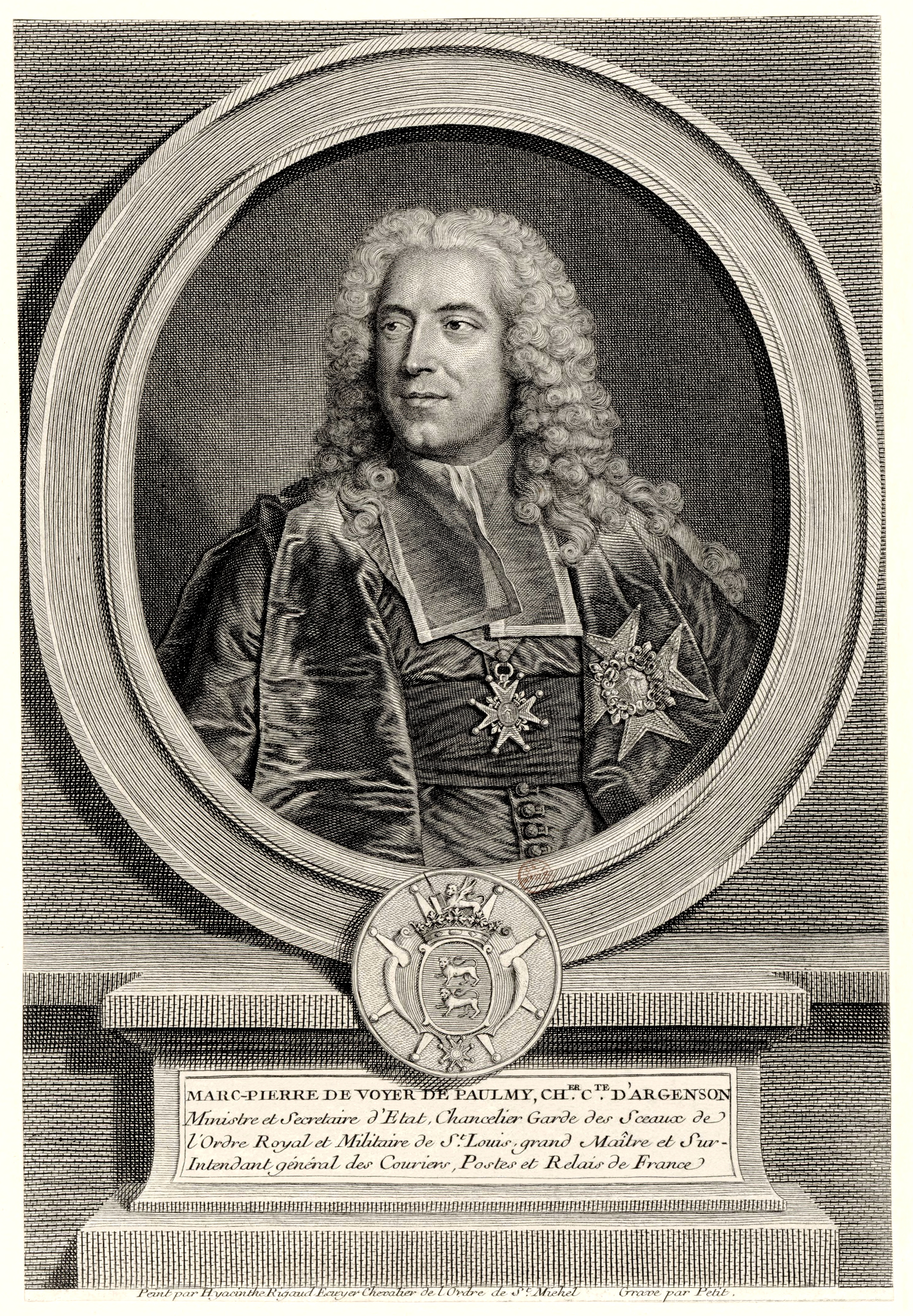
Hrabě d'Argenson, rytina podle Rigaudova portrétu z roku 1763

Vrcholem jeho kariéry byla dlouhodobá funkce francouzského ministra války (1742–1757), kterou vykonával od války o rakouské dědictví až do počátku sedmileté války. Spolu se svým starším bratrem markýzem Argensonem, který byl v letech 1744–1747 krátce ministrem zahraničí, inicioval úspěšné tažení do Flander završené vítěznou bitvou u Fontenoy (1745). Spolu s vítězem od Fontenoy, maršálem de Saxe, poté stál u řady reforem v armádě, mimo jiné obnovil v jednotlivých provinciích dobrovolnické milice. Po válce obohatil francouzské vojenství založením důstojnické školy Ecole militaire a reorganizoval také dělostřelectvo. Mimoto se nadále angažoval ve správě Paříže a na jeho popud bylo v letech 1754–1763 založeno náměstí Place de la Concorde. U veřejnosti byl velmi populární, naopak u královského dvora se musel potýkat s intrikami četných nepřátel, měl ale dlouhodobou podporu Ludvíka XV. Stejně jako starší bratr udržoval kontakty s významnými osobnostmi osvícenství (Diderot, d'Alembert, Voltaire). Jako mecenáš měl podíl na vzniku první francouzské Encyklopedie, která začala vycházet v roce 1751. Byl také členem Francouzské akademie věd a Akademie písemností a krásné literatury.
V padesátých letech 18. století nesouhlasil s novým směrem francouzské zahraniční politiky a spojenectvím s habsburskou monarchií, za nímž stál významný rakouský diplomat kníže Václav Antonín Kounic. Na počátku sedmileté války d'Argenson jako ministr války striktně odmítal pokus o soupeření s Británií na moři a prosazoval jen pozemní válku v Evropě. Na jeho pádu měl kromě odklonu od vládní politiky vliv také nepřátelský postoj ke králově milence markýze de Pompadour, proti níž dlouhodobě intrikoval. Právě na popud paní de Pompadour byl v únoru 1757 odvolán z funkce ministra války, v úřadu jej krátce v letech 1757–1758 nahradil jeho synovec Marc-Antoine de Voyer, markýz d'Argenson (1722–1787).
Po odvolání z vlády byl donucen k odchodu do soukromí a žil na svém panství Les Ormes v Touraine. Návrat do Paříže mu byl povolen až po smrti markýzy de Pompadour, zemřel ale několik dní poté.
S manželkou Anne Larcher (1706–1754) měl dva syny, starší z nich Marc-René de Voyer, hrabě d'Argenson (1722–1782) sloužil v armádě a dosáhl hodnosti generálporučíka. Potomstvo rodiny žije dodnes, současným představitelem rodu je Jean-Denis de Voyer de Paulmy, 10. markýz d'Argenson (*1952).